# Родополи
Родополи (грч. Ροδόπολη) је насељено место у општини Синтика у периферији Средишња Македонија, Грчка. Према попису из 2021. године било је 808 становника.
Родополи је подигнут на месту некадашње железничке станице Доњи Порој, где су смештене грчке избеглице. Први пут се спомиње на попису из 1920. када је имао 58 житеља. Године 1924. насељено је још 137 избегличких породица, којих је на попису из 1928. године било 685.